# Kategoria e parë 2021/22
Die Kategoria e parë 2021/22 war die 74. Spielzeit der zweithöchsten albanischen Fußballliga und die 24. Saison unter diesem Namen. Sie begann am 11. September 2021 und endete am 7. Mai 2022.

## Modus
Die 16 Vereine der Kategoria e parë spielten erstmals seit der Saison 2013/14 wieder in einer eingleisigen Liga. Die Teams spielten an 30 Spieltagen jeweils zweimal gegeneinander. Die beiden besten Mannschaften stiegen direkt in die Kategoria Superiore auf. Ein möglicher dritter Aufsteiger wurde zwischen dem Dritt- bis Sechstplatzierten und dem Achten der ersten Liga über die Aufstiegs-Relegation ermittelt.
Die letzten vier Mannschaften stiegen direkt in die Kategoria e dytë ab. Der Elfte und Zwölfte spielte in der Abstiegs-Relegation um den Klassenerhalt.

## Vereine
| Verein              | Ort       | Stadion                         |
| ------------------- | --------- | ------------------------------- |
| KS Burreli          | Burrel    | Liri-Ballabani-Stadion          |
| KF Tërbuni Puka     | Puka      | Ismail-Xhemaili-Stadion         |
| KS Besëlidhja Lezha | Lezha     | Besëlidhja-Stadion              |
| KS Butrinti Saranda | Saranda   | Andon-Llapa-Stadion             |
| KS Korabi Peshkopi  | Peshkopia | Stadiumi Korabi                 |
| KF Erzeni Shijak    | Shijak    | Stadiumi Tefik Jashari          |
| KS Bylis Ballsh     | Ballsh    | Adush-Muça-Stadion              |
| KF Apolonia Fier    | Fier      | Loni-Papuçiu-Stadion            |
| KF Vora             | Vora      | Fusha Sportive Vora             |
| KS Pogradeci        | Pogradec  | Gjorgji-Kyçyku-Stadion          |
| FK Tomori Berat     | Berat     | Tomori-Stadion                  |
| KS Lushnja          | Lushnja   | Abdurrahman-Roza-Haxhiu-Stadion |
| FK Turbina Cërrik   | Cërrik    | Nexhip-Trungu-Stadion           |
| KS Besa Kavaja      | Kavaja    | Besa-Stadion                    |
| KS Shkumbini Peqin  | Peqin     | Peqin-Stadion                   |
| KF Maliqi           | Maliq     | Jovan-Asko-Stadion              |

## Abschlusstabelle
| Pl. | Verein                  | Sp. | S  | U  | N  | Tore    | Diff. | Punkte |
| --- | ----------------------- | --- | -- | -- | -- | ------- | ----- | ------ |
| 1.  | KS Bylis Ballsh (A)     | 30  | 22 | 3  | 5  | 051:180 | +33   | 69     |
| 2.  | KF Erzeni Shijak        | 30  | 21 | 4  | 5  | 057:180 | +39   | 67     |
| 3.  | KS Korabi Peshkopi      | 30  | 17 | 8  | 5  | 035:220 | +13   | 59     |
| 4.  | KF Apolonia Fier (A)    | 30  | 16 | 3  | 11 | 044:250 | +19   | 51     |
| 5.  | KF Tërbuni Puka (N)     | 30  | 12 | 11 | 7  | 021:160 | +5    | 47     |
| 6.  | FK Tomori Berat         | 30  | 12 | 8  | 10 | 045:310 | +14   | 44     |
| 7.  | KS Lushnja              | 30  | 10 | 12 | 8  | 031:270 | +4    | 42     |
| 8.  | KS Burreli              | 30  | 10 | 11 | 9  | 030:240 | +6    | 41     |
| 9.  | KS Besa Kavaja          | 30  | 12 | 4  | 14 | 036:400 | −4    | 40     |
| 10. | KS Besëlidhja Lezha     | 30  | 12 | 3  | 15 | 045:540 | −9    | 39     |
| 11. | KS Pogradeci            | 30  | 10 | 8  | 12 | 032:370 | −5    | 38     |
| 12. | FK Turbina Cërrik       | 30  | 11 | 4  | 15 | 031:440 | −13   | 37     |
| 13. | KS Butrinti Saranda (N) | 30  | 9  | 7  | 14 | 032:360 | −4    | 34     |
| 14. | KF Maliqi (N)           | 30  | 6  | 5  | 19 | 032:620 | −30   | 23     |
| 15. | KF Vora                 | 30  | 5  | 6  | 19 | 032:540 | −22   | 21     |
| 16. | KS Shkumbini Peqin (N)  | 30  | 5  | 3  | 22 | 030:760 | −46   | 18     |

Platzierungskriterien: 1. Punkte – 2. Direkter Vergleich (Punkte, Tordifferenz, geschossene Tore) – 3. Tordifferenz – 4. geschossene Tore

| (A) | Absteiger aus der Kategoria Superiore 2020/21 |
| (N) | Neuaufsteiger                                 |

## Relegation

### Aufstieg
Viertelfinale
| Datum        |                    | Ergebnis  |                 |
| ------------ | ------------------ | --------- | --------------- |
| 14. Mai 2022 | KS Korabi Peshkopi | 1:0 (1:0) | FK Tomori Berat |
| 14. Mai 2022 | KF Apolonia Fier   | 1:0 (1:0) | KF Tërbuni Puka |

Halbfinale
| Datum        |                    | Ergebnis  |                  |
| ------------ | ------------------ | --------- | ---------------- |
| 23. Mai 2022 | KS Korabi Peshkopi | 3:2 (1:1) | KF Apolonia Fier |

Finale
| Datum        |                       | Ergebnis  |                    |
| ------------ | --------------------- | --------- | ------------------ |
| 30. Mai 2022 | KS Egnatia Rrogozhina | 2:0 (1:0) | KS Korabi Peshkopi |

### Abstieg
Der Elfte bzw. Zwölfte spielt gegen den Relegationssieger der Kategoria e dytë Gruppe A, bzw. Gruppe B.
| Datum        |                   | Ergebnis  |            |
| ------------ | ----------------- | --------- | ---------- |
| 21. Mai 2022 | KS Pogradeci      | 1:2 (0:2) | KF Oriku   |
| 21. Mai 2022 | FK Turbina Cërrik | 1:0 (0:0) | KF Devolli |